# 10218 Bierstadt
10218 Bierstadt (1997 SJ23) là một tiểu hành tinh vành đai chính được phát hiện ngày 29 tháng 9 năm 1997 bởi Spacewatch ở Kitt Peak. Nó được đặt theo tên American landscape painter Albert Bierstadt.